# Trigonospila prasius
Trigonospila prasius är en tvåvingeart som beskrevs av Louis-Paul Mesnil 1977. Trigonospila prasius ingår i släktet Trigonospila och familjen parasitflugor.
Artens utbredningsområde är Madagaskar. Inga underarter finns listade i Catalogue of Life.